# Севастопольська військово-морська база (Україна)
Севастопольська військово-морська база (Севастопольська ВМБ, в/ч А4408) — головна військово-морська база Збройних сил України. Розташована в трьох бухтах Севастополя — Стрілецький, Курячий та Козачий. Після окупації Кримського півострова, весною 2014 року, переміщена до Західної військово-морської бази в місті Одеса.

## Історія
Згідно з постановою Верховної Ради України «Про військові формування в Україні», ухваленою 24 серпня 1991 року, всі військові формування, дислоковані на її території, було підпорядковано Верховній Раді України і створено Міністерство оборони.
18 січня 1992 року першою на Чорноморському флоті Військову Присягу на вірність Українському народу склала 3-тя рота школи водолазів Чорноморського флоту (м. Севастополь) під командуванням капітана 3 рангу Олександра Клюєва.
25 січня 1992 року в Севастополі в урочистій обстановці склав Військову Присягу на вірність Українському народу особовий склад 257-ї школи прапорщиків будівельних військ (в/ч 43196), якою командував полковник Анатолій Вельський. У цьому військовому містечку по вулиці Соловйова 12, згодом був розташований штаб Військово-Морських Сил Збройних Сил України (в/ч А0225).
9 липня 1992 року під керівництвом військового коменданта Севастопольського гарнізону підполковника Володимира Звєрєва майже повним складом слали Військову присягу на вірність Українському народові військовослужбовці гарнізонної комендатури, серед яких майор Сергій Панніков, капітан Сергій Булуктаєв та інші. 10 липня українські військовослужбовці із застосуванням фізичної сили були витіснені з приміщення десантно-штурмовим підрозділом морської піхоти ЧФ. Підполковник В. Звєрєв і полковник В. Індило на знак протесту оголосили голодування.
24 серпня 1996 року з нагоди 5-ї річниці незалежності України командування ВМС України провело в Севастополі перший військовий парад Севастопольського гарнізону. В параді взяв участь особовий склад частин та кораблів ВМС, військ Протиповітряної оборони, Національної гвардії України, Прикордонних військ.
З 1997 року відповідно до договору між урядами України і РФ, на території Севастополя в оренду Російській Федерації передані ділянки землі загальною площею 3614,2 га. Орендна плата за земельні ділянки, водні акваторії та використання об'єктів водної інфраструктури складають 97,75 млн. $ на рік, що приблизно відповідає 770 млн.₴ (на 2010).

## Структура
Частини, кораблі, судна (катера) та їхня дислокація станом на весну 2014 року:

### ВМС України
- - Великий підводний човен «Запоріжжя» (б/н U01, в/ч А4430)
- 1-ша бригада надводних кораблів (1 БрНК, в/ч А2295, м. Севастополь, бухта Куряча):
  - Фрегат «Гетьман Сагайдачний» (б/н U130, в/ч А0248)(флагман)
  - Ракетний катер «Прилуки» (б/н U153, в/ч А2295Б)
  - Корвет «Придніпров'я» (б/н U155, в/ч А1750)
  - Резервний корабель управління «Донбас» (б/н U500, в/ч А4543)
  - Великий розвідувальний корабель «Славутич» (б/н U510, в/ч А0247)

- 18-й окремий дивізіон суден забезпечення (18 ДнСЗ, в/ч А4424, м. Севастополь, бухта Стрілецька):
  - Рейдовий катер для парадів «Адміральський» (б/н U001)
  - Морський водоналивний транспорт «Судак» (б/н U756)
  - Малий морський танкер «Фастів» (б/н U760)
  - Великий пасажирський катер «Іллічівськ» (б/н U783)
  - Плавучий кран «Каланчак» (б/н U802)
  - Судно розмагнічування «Балта» (б/н U811)
  - Судно контролю фізичних полів «Сєвєродонецьк» (б/н U812)
  - Морський буксир "Корець (б/н U830)
  - Катер спеціальної служби «Коростень» (б/н U853)
  - Рейдовий буксир «Красноперекопськ» (б/н U947)
  - Судно-сміттєзбирач «МУС — 482» (б/н U954)

- 28-й окремий дивізіон аварійно-рятувальної служби (в/ч А4414, м. Севастополь, бухта Стрілецька):
  - Рятувальне буксирне судно «Кременець» (б/н U705)
  - Рятувальний буксир «Ізяслав» (б/н U706)
  - Пожежний дезактиваційних катер «Борщів» (б/н U722)
  - Рейдовий водолазний катер «Ромни» (б/н U732)
  - Рейдовий водолазний катер «Токмак» (б/н U733)
  - Санітарний катер «Сокаль» (б/н U782)
  - Кілекторне судно «Шостка» (б/н U852)
  - Плавучий склад «Золотоноша» (б/н U855)
  - Рейдовий буксир «Дубно» (б/н U953)

### ВМС Росії
- 11-та бригада протичовнових кораблів[ru] (11 БрПЧК, в/ч 42948, м. Севастополь, бухта Північна):
  - Гвардійський ракетний крейсер «Москва» (б/н 121, в/ч 22813)
  - Великий протичовновий корабель «Керч» (б/н 713, в/ч 51356)
  - Фрегат «Ладний» (б/н 801, в/ч 22880)
  - Фрегат «Допитливий» (б/н 808, в/ч 31306)
  - Сторожовий корабель «Смєтливий» (б/н 810, в/ч 70186)

- 41-а бригада ракетних катерів[ru] (41 БрРКА, в/ч 72165, м. Севастополь):
  - 166-й Новоросійський дивізіон малих ракетних кораблів (166 ДМРК, м. Севастополь, бухта Північна)
    - Малий ракетний корабель «Бора» (б/н 615)
    - Малий ракетний корабель «Самум» (б/н 616)
    - Малий ракетний корабель «Міраж»[ru] (б/н 617)
    - Малий ракетний корабель «Штиль»[ru] (б/н 620)

- - 295-й Сулинський дивізіон ракетних катерів (295 ДнРК, м. Севастополь, бухта Карантинна)
    - Ракетний катер Р-109 «Бриз» (б/н 952)
    - Ракетний катер Р-239 «Набережні Челни» (б/н 953)
    - Ракетний катер Р-334 «Івановець» (б/н 954)
    - Великий ракетний катер Р-60 «Буря» (б/н 955)
    - Ракетний катер Р-71 «Шуя» (б/н 962)
    - Катер-водій мішеней КВМ-332
    - Катер-водій мішеней КВМ-702
    - Буксирний катер БУК-645 (б/н 645)
    - Катер-торпедолов ТЛ-857 (б/н 857)

- 68-ма бригада кораблів охорони водного району (68 БрКОВР, в/ч 26977, м. Севастополь, бухта Південна):
  - 149-та тактична група протичовнових кораблів (149 ТГр ПЧК, в/ч 49932):
    - Малий протичовновий корабель «Александровець» (б/н 059)
    - Малий протичовновий корабель «Володимирець» (б/н 060)
    - Муромець (корабель) (б/н 064)
    - Суздалець[ru] (б/н 071)

- - 150-та тактична група мінно-тральних кораблів (150 ТГр МТК, м. Севастополь, бухта Південна):
    - Морський тральщик «Віце-адмірал Жуков» (б/н 909)
    - Морський тральщик «Іван Голубець» (б/н 911)
    - Морський тральщик «Турбініст» (б/н 912)
    - Морський тральщик «Ковровец» (б/н 913)

- 197-а бригада десантних кораблів (197 БрДК, в/ч 72136, м. Севастополь, бухта Північна):
  - Великий десантний корабель «Новочеркаськ» (б/н 142, в/ч 31131)
  - Великий десантний корабель «Орськ» (б/н 148)
  - Великий десантний корабель «Саратов» (б/н 150, в/ч 10506)
  - Великий десантний корабель «Азов» (б/н 151, в/ч 40665)
  - «Микола Фільченков» (б/н 152, в/ч 78390)
  - Великий десантний корабель «Ямал» (б/н 156, в/ч 70166)
  - Великий десантний корабель «Цезар Куніков» (б/н 158, в/ч 49304)

- 247-й окремий дивізіон підводних човнів (247 ОДПЧ, в/ч 51396, м. Севастополь, бухта Південна):
  - Підводний човен «Алроса»
  - Великий підводний човен «Святий князь Георгій»[ru]
  - Плавуча зарядова станція ПЗС-50
  - Навчально-тренувальна станція УТС-247
  - Катер-торпедолов ТЛ-997 (б/н 997)
  - Катер-торпедолов ТЛ-1539 (б/н 1539)
  - Водолазний морський бот ВМ-122

- 519-й окремий дивізіон розвідувальних кораблів (519 ОДнРК, в/ч 53189, м. Севастополь, бухта Південна):
  - Середній розвідувальний корабель «Лиман» (б/н 413, в/ч 42801)
  - ССВ-201 «Приазов'я» (б/н 437, в/ч 30851)
  - Середній розвідувальний корабель «Екватор» (б/н 418, в/ч 81355)
  - Середній розвідувальний корабель «Кільдін» (б/н 406, в/ч 26859)

- 102-й загін спеціального призначення з боротьби з підводними диверсійними силами та засобами (102 загін СпП з боротьби з ПДСЗ, в/ч 27203, м. Севастополь, бухта Південна):
  - Берегові самохідні бомбометні комплекси ДП-62 «Дамба»[ru]
  - Протидиверсійні катера: П-331, П-407, П-424, П-834, П-835, П-845.

## Командування
- капітан 2 рангу Римарь Р. О. (до 2014)[6]